# 11846 Verminnen
11846 Verminnen (tên chỉ định: 1987 SE3) là một tiểu hành tinh vành đai chính. Nó được phát hiện bởi Eric Walter Elst ở Rozhen National Astronomical Observatory ngày 21 tháng 9 năm 1987. Nó được đặt theo tên Johan Verminnen, a Flemish singer.